# Arnulf Pilhatsch
Arnulf Pilhatsch, född 9 januari 1925, död 1 augusti 2000, var en friidrottare från Österrike. Han deltog vid olympiska sommarspelen 1948.